# Raymonde Foreville
Raymonde Foreville, née le 14 février 1904 à Montpellier et morte le 26 janvier 2002 à Serquigny, est une universitaire et historienne française spécialiste du Moyen Âge.
Elle fut la première femme à être nommé professeure des universités en histoire du Moyen Âge en France, avec son élection à l'Université de Rennes en 1948.
Parmi ses élèves a figuré l'historien André Chédeville.
Une rue porte son nom à Rennes .

## Principales publications
- Le pape Innocent III et la France, 1992.
- Latran I, II, III et Latran IV, Paris, Éditions de l'Orante, 1965 (Histoire des conciles œcuméniques  t. 6).
- Les Testaments agathois du Xe au XIIIe siècle d'après les cartulaires de l'église d'Agde, communication, 1963.
- L'Église et la royauté en Angleterre sous Henri II Plantagenêt (1154-1189), 1943.
- Un procès de canonisation à l'aube du XIIIe siècle, 1201-1202, le livre de Saint-Gilbert de Sempringham, 1943.